# Wulfilopsis tripunctata
Wulfilopsis tripunctata är en spindelart som först beskrevs av Cândido Firmino de Mello-Leitão 1947.  
Wulfilopsis tripunctata ingår i släktet Wulfilopsis och familjen spökspindlar. Inga underarter finns listade i Catalogue of Life.